# NGC 3762
NGC 3762 је спирална галаксија у сазвежђу Велики медвед која се налази на NGC листи објеката дубоког неба.
Деклинација објекта је + 61° 45' 33" а ректасцензија 11h 37m 23,8s. Привидна величина (магнитуда) објекта NGC 3762 износи 12,6 а фотографска магнитуда 13,5. NGC 3762 је још познат и под ознакама UGC 6591, MCG 10-17-27, CGCG 292-11, PGC 35979.